# Bergbaufolgelandschaft Kayna-Süd
Koordinaten: 51° 16′ 0″ N, 11° 56′ 32″ O
Die Bergbaufolgelandschaft Kayna-Süd ist ein Naturschutzgebiet in der Stadt Braunsbedra im Saalekreis und der Stadt Weißenfels im Burgenlandkreis in Sachsen-Anhalt.

## Allgemeines

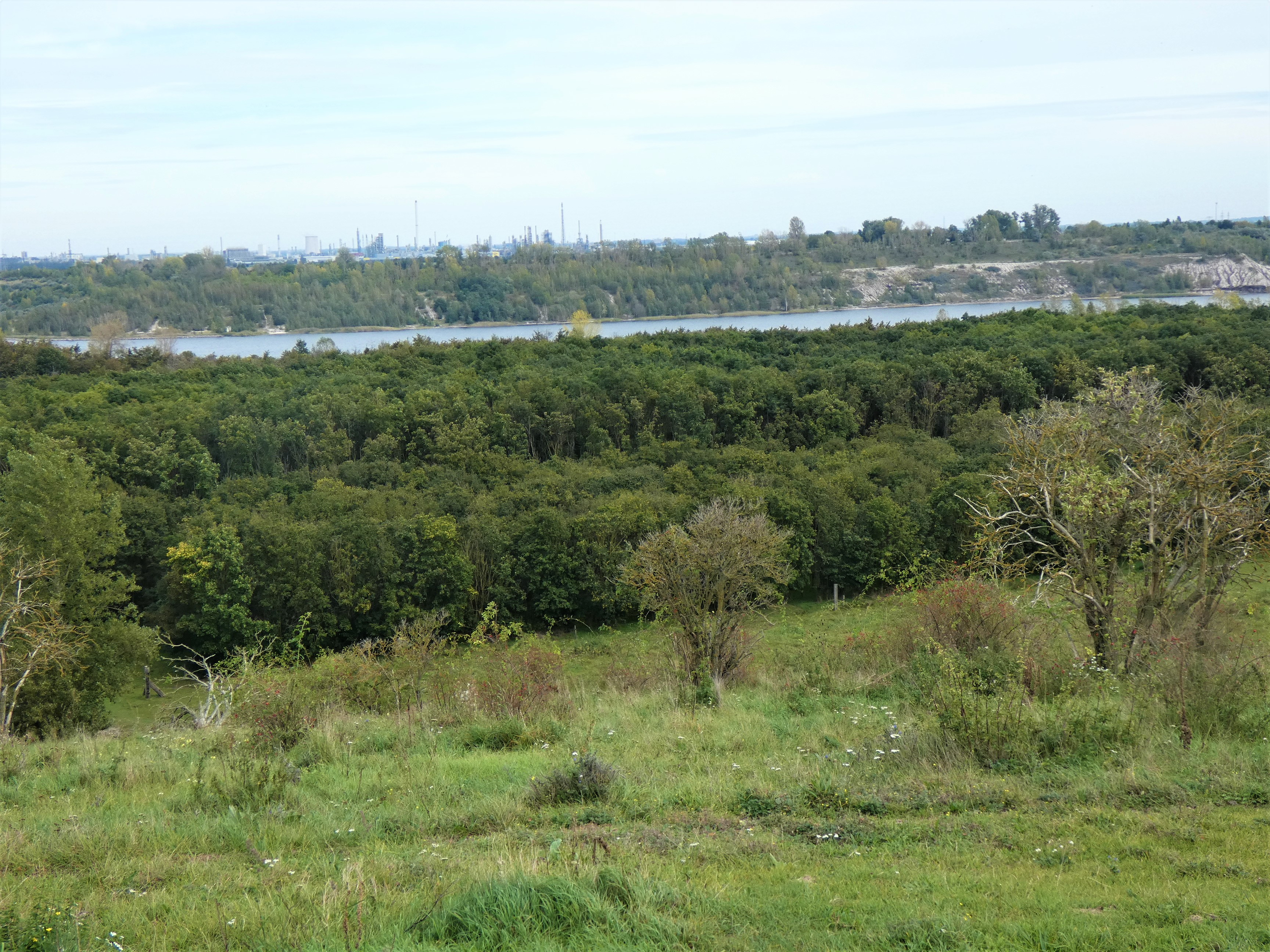
Großkaynaer See oder auch Südfeldsee

Das Naturschutzgebiet mit dem Kennzeichen NSG 0253 ist 350,42 Hektar groß. Ein Teil des Naturschutzgebietes ist als gleichnamiges EU-Vogelschutzgebiet ausgewiesen (das rund 222 Hektar große Vogelschutzgebiet wurde 2003 ausgewiesen). Das Gebiet steht seit 2010 unter Schutz (Datum der Verordnung: 6. November 2010). Zuständige untere Naturschutzbehörden sind der Saalekreis und der Burgenlandkreis.

## Beschreibung
Das Naturschutzgebiet entstand als Bergbaufolgelandschaft auf der Querfurter Platte zwischen Großkayna, einem Ortsteil von Braunsbebra im Norden, und Reichardtswerben, einem Ortsteil von Weißenfels im Süden. Es stellt den südlichen Teil des durch Flutung eines Tagebaurestlochs entstandenen Großkaynaer Sees mit seinen Uferbereichen sowie weitere Uferbereiche im Westen des Sees und die angrenzenden Flächen unter Schutz. Die unterschiedlichen Uferbereiche des Sees sind teilweise als flache Spülsäume, teilweise aber auch als Steilufer ausgeprägt. An die Uferbereiche schließen sich insbesondere im Süden des Sees ausgedehnte Röhrichte und Verlandungszonen an. Die Röhrichte sind Lebensraum einer individuenreichen Rohrsängerpopulation mit Drossel-, Sumpf- und Teichrohrsänger und bieten der Rohrweihe einen geeigneten Lebensraum. Die Röhrichte und offenen Wasserflächen sind auch für Zugvogelarten von großer Bedeutung. Die Wasserflächen sind Rastplatz und Nahrungshabitat zahlreicher Wasservögel. So rasten hier u. a. Fischadler, Kornweihe, Sumpfohreule, Waldsaat-, Bläss- und Graugans, Kormoran, Bekassine, Sturm-, Silber- und Lachmöwe, Haubentaucher, Zwergtaucher, Zwergsäger, Gänsesäger, Pfeif-, Schell-, Tafel- und Reiherente. Teilweise sind die genannten Vogelarten hier auch heimisch. Auch Bruchwasserläufer, Rohrdommel und Sumpfohreule kommen hier vor.
Die an die Wasserflächen des Sees angrenzenden Flächen werden durch offene und halboffene Bereiche mit Rohbodenstandorten, Gebüschen und Pionierwäldern geprägt. Sie bieten einer artenreichen Flora und Fauna wertvolle Lebensräume. So konnten hier bei speziellen Untersuchungen 1995/96 über 50 Wildbienen-, über 100 Webspinnen-, 20 Libellen-, 25 Tagfalter- und rund 120 Nachtfalter- sowie neun Heuschreckenarten nachgewiesen werden. Bei Untersuchungen in den Jahren 2009 bis 2011 wurden u. a. 17 Libellenarten und 14 Heuschreckenarten nachgewiesen.
Im Naturschutzgebiet siedeln auch verschiedene Orchideenarten wie Braunroter Sitter, Sumpfsitter, Breitblättriges Knabenkraut und Bienenragwurz. Auch andere seltene und geschützte Pflanzenarten wie Gewöhnliches Katzenpfötchen und Österreichischer Lein kommen hier vor.
Auch die offenen bzw. teilweise verbuschten Bereiche im Naturschutzgebiet sind Lebensraum einer artenreichen Avifauna. So sind hier Kornweihe, Rot- und Schwarzmilan, Neuntöter, Raubwürger, Sperbergrasmücke, Blaukehlchen, Heidelerche, Brachpieper und Steinschmätzer heimisch. Wendehals und Bienenfresser, der die Steilufer des Sees für die Anlage von Niströhren nutzt, kommen ebenso vor wie Uferschwalben. Bei Untersuchungen der Vogelpopulationen im EU-Vogelschutzgebiet in den Jahren 2009 bis 2011 konnten insgesamt 92 Vogelarten festgestellt werden, von denen 54 hier auch brüteten.
Da weite Teile des Naturschutzgebietes im Zuge der Sukzession langsam verbuschen, ist ein Beweidungsmanagement zum Erhalt der Offenflächen nötig. Teile des Naturschutzgebietes im Süden, die gleichzeitig als EU-Vogelschutzgebiet ausgewiesen sind, werden bereits seit November 2008 mit Konik-Ponys und Galloway-Rindern beweidet. Auch Wasserbüffel wurden ursprünglich zur Pflege der Flächen eingesetzt, diese schädigten jedoch die Schilfflächen.
An das Naturschutzgebiet grenzen im Westen, Süden und Osten landwirtschaftliche Nutzflächen. Im Norden schließen sich die für die Naherholung genutzten Wasserflächen des Großkaynaer Sees an. Das Naturschutzgebiet ist teilweise über einen befestigten Rundweg erlebbar. Im Nordosten und im Südwesten des Naturschutzgebietes befinden sich Aussichtstürme.